# تای آرت ایز مردر
تای آرت ایز مردر (انگلیسی: Thy Art Is Murder) یک گروه دث‌کور استرالیایی از بلک‌تاون، سیدنی است که در سال ۲۰۰۶ آغاز به کار کرد.